# 北斗本命延生真經
北斗本命延生真經，簡稱《北斗經》，與《南斗六司延壽度人妙經》、《東斗主筭護命妙經》、《西斗記名護身妙經》及《中斗大魁保命妙經》合稱為《五斗經》，據考應為北宋初蜀中道士所作，收於《正統道藏》洞神部本文類。
據傳本經乃太上老君於東漢永壽元年（155年），降于成都，授予張天師此經，教授道民念誦本經，以求掌管人身性命的北斗本命星君消災延壽。

## 題解
北斗，指紫微垣的北斗星官，分別是「貪狼星（天樞星）、破軍星（瑤光星）、巨門星（天璇星）、祿存星（天機星）、文曲星（天權星）、武曲星（開陽星）、廉貞星（玉衡星）」。
道教認為「南斗主生，北斗主死；南斗陶魂，北斗鑄魄」，對北斗極為敬奉。在道經當中，北斗七星又和外輔星、內弼星或天皇大帝、紫微帝君，合稱為北斗九皇。宋以前的經典中，有北斗九皇而無斗母、斗父之稱。斗母生九皇，始見於宋世的道經，並和佛教摩利支天合一。從此以後，民間斗姆信仰盛行，而皆以摩利支天為北斗之母。
本命，指本人出生的年月日時。古時以干支紀年，稱人出生年之干支為本命。如甲子年生，即甲子為本命；乙丑年生，乙丑為本命。

## 內容
內稱北斗星君司察世人善惡罪福，薦福消災。凡人性命五體，皆屬本命星官掌握。世人應於本命生辰及諸齋日，清靜身心，焚香誦經，叩拜本命星君，隨力章醮，廣陳供養，念誦真君名號，即可消除罪業，福壽臻身，永離輪迴。

## 注解
- 玄元真人《太上玄靈北斗本命延生真經註解》
- （宋）傅洞真《太上玄靈北斗本命延生經註》
- （元）徐道齡《太上玄靈北斗本命延生真經註》
- 蕭登福《南北斗經今註今譯》，1998年，行天宮文教基金會

## 相關著作
- 太上玄靈北斗本命長生妙經
- 北帝七元紫庭延生秘訣
- 北斗本命延生燈儀
- 北斗七元星燈儀
- 北斗九皇、諸星君寶誥

## 考據
蕭登福對《北斗經》的作者作了考辨，主張該經始自張陵，由其弟子寫定，並經後人增纂而成，反駁六朝後或唐宋間成書之說。施秦生認為東漢說有誤，〈真武靈應大醮儀〉「宋興之初」的說法亦有些問題，主張《北斗經》應成書於大中祥符八年（1015）至熙寧七年（1074）之間，或進一步縮小至治平四年（1067）至熙寧七年（1074），作者是以李垂應為代表的成都玉局觀道士。

## 外部連結
- 《太上玄靈北斗本命延生真經》探述（页面存档备份，存于）
- 試論北斗九皇、斗姆與摩利支天之關係 （页面存档备份，存于）
- 道教禮斗科儀釋義（页面存档备份，存于）